# Sint-Maartenskerk (Boeschepe)
De Sint-Maartenskerk (Frans: Église Saint-Martin) is de parochiekerk van de gemeente Boeschepe in het Franse Noorderdepartement. 

## Geschiedenis
De kerk werd gebouwd in de 16e eeuw.
In 1906 viel in de kerk nog een dode, toen de bevolking zich verzette tegen de inventarisatie van de kerkgoederen in het kader van de invoering van de wet scheiding van kerk en staat.
In 1918 werd de kerk beschadigd door oorlogsgeweld, waarna herstel volgde.

## Gebouw
Het is een 16e-eeuwse, driebeukige hallenkerk met een voorgebouwde westtoren. Het hoofdkoor is driezijdig afgesloten en de zijkoren hebben een vlakke afsluiting. Er zijn twee sacristieën: een van 1777 en een van 1841. In de muren kan nog ijzerzandsteen worden aangetroffen.

## Interieur
De kerk bezit een gotisch doopvont uit zandsteen (15e of 16e eeuw), een grafsteen van Lieven van derCruyce († 1548), de eerste pastoor van de parochie en bekend als dichter en pedagoog. Ook is er een preekstoel in renaissancestijl, zijn er 17e en 18e-eeuwse altaren en is er een communiebank.